# Кордюнер, Аллан
Аллан Кордюнер (англ. Allan Corduner; род. 2 апреля 1950, Стокгольм) — английский актёр театра и кино.

## Биография
Аллан Кордюнер родился 2 апреля 1950 года в Стокгольме. Через год семья переехала в Северный Лондон. Отец имеет финско-еврейские корни, а мать — немецкие. Также у Аллана есть младший брат. Аллан учился в университетском колледже в Хэмпстеде, Бристольском университете и театральной школе Бристол Олд Вик.
Работал в репертуарном театре Ньюкасла, театре в лондонском Вест-Энде, театре Виндхэма, театре Роял Курт, на Бродвее.
Дебютировал на телевидении в 1977 году. В данный момент в его фильмографии более 140 ролей в фильмах и сериалах Озвучивал персонажей нескольких компьютерных игр.

## Личная жизнь
Аллан — открытый гей. Его партнёр — финский актёр и сценарист Юха Леппаярви Сорола. В декабре 2009 года они стали проживать совместно, а в августе 2013 года оформили свои отношения в Нью-Йорке.

## Избранная фильмография
| Год       |    | Русское название                          | Оригинальное название                     | Роль                                                |
| --------- | -- | ----------------------------------------- | ----------------------------------------- | --------------------------------------------------- |
| 1983      | ф  | Йентл                                     | Yentl                                     | Шиммел                                              |
| 1989      | ф  | Толстяк и Малыш                           | Fat Man and Little Boy                    | Франц Гёте                                          |
| 1996      | ф  | Норма Джин и Мэрилин                      | Norma Jean & Marilyn                      | Билли Уайлдер                                       |
| 1999      | ф  | Кутерьма                                  | Topsy-Turvy                               | Артур Салливан                                      |
| 2001      | ки | Harry Potter and the Philosopher's Stone  | Harry Potter and the Philosopher's Stone  | Северус Снегг/Аргус Филч/Филиус Флитвик, озвучка    |
| 2001      | ф  | С тобой и без тебя                        | Me Without You                            | Макс                                                |
| 2001      | ф  | Чмок, чмок, ба-бах                        | Kiss Kiss (Bang Bang)                     | Большой Боб                                         |
| 2002      | ки | Harry Potter and the Chamber of Secrets   | Harry Potter and the Chamber of Secrets   | Северус Снегг/Филиус Флитвик/Люциус Малфой, озвучка |
| 2002      | ф  | Пища любви                                | Food of Love                              | менеджер Ричарда                                    |
| 2004      | ки | Harry Potter and the Prisoner of Azkaban  | Harry Potter and the Prisoner of Azkaban  | Северус Снегг/Филиус Флитвик, озвучка               |
| 2004      | ф  | Венецианский купец                        | The Merchant of Venice                    | Тубал                                               |
| 2004      | ф  | Мадемуазель Мушкетёр                      | La Femme Musketeer                        | Арамис                                              |
| 2004      | ф  | Вера Дрейк                                | Vera Drake                                | психиатр                                            |
| 2005      | ф  | Белая графиня                             | The White Countess                        | Самуэль Файнштайн                                   |
| 2007      | ки | Harry Potter and the Order of the Phoenix | Harry Potter and the Order of the Phoenix | Северус Снегг/Аргус Филч/Бэзил Фронсак, озвучка     |
| 2007      | ф  | Фред Клаус, брат Санты                    | Fred Claus                                | доктор Голдфарб                                     |
| 2008      | ф  | Вызов                                     | Defiance                                  | Шимон Харец                                         |
| 2009      | ки | Harry Potter and the Half-Blood Prince    | Harry Potter and the Half-Blood Prince    | Аргус Филч, озвучка                                 |
| 2009      | ф  | Господин Никто                            | Mr. Nobody                                | доктор Фельдхейм                                    |
| 2010      | ф  | Руки-ноги за любовь                       | Burke and Hare                            | Жозеф Ньепс                                         |
| 2012      | ф  | Летучий отряд Скотланд-Ярда               | The Sweeney                               | доктор                                              |
| 2013—2014 | с  | Демоны Да Винчи                           | Da Vinci's Demons                         | Андреа Верроккьо                                    |
| 2015      | ки | Bloodborne                                | Bloodborne                                | старый охотник Герман, озвучка                      |
| 2015      | ки | Final Fantasy XIV: Heavensward            | Final Fantasy XIV: Heavensward            | Мидгардсормр, озвучка                               |
| 2015—2017 | с  | Родина                                    | Homeland                                  | Этай Ласкин                                         |
| 2016      | ф  | Примадонна                                | Florence Foster Jenkins                   | Джон Тоттен                                         |
| 2017      | ф  | Неповиновение                             | Disobedience                              | дядя Моше                                           |
| 2018      | ф  | Операция «Финал»                          | Operation Finale                          | Гидеон Хауснер                                      |
| 2018      | ки | Call of Cthulhu                           | Call of Cthulhu: The Official Video Game  | Джеймс Фицрой                                       |
| 2020      | ки | Assassin’s Creed Valhalla                 | Assassin’s Creed Valhalla                 | Трюгве                                              |
| 2021      | ки | Final Fantasy XIV: Endwalker              | Final Fantasy XIV: Endwalker              | Квинт                                               |
| 2021      | с  | Ридли-роуд                                | Ridley Road                               | раввин Лерер                                        |

## Награды и номинации
| Год  | Награда                        | Категория                                        | Работа                               | Результат |
| ---- | ------------------------------ | ------------------------------------------------ | ------------------------------------ | --------- |
| 2014 | Behind the Voice Actors Awards | Best Vocal Ensemble in a Video Game              | Ni No Kuni: Wrath of the White Witch | Номинация |
| 2016 | Behind the Voice Actors Awards | Best Male Lead Vocal Performance in a Video Game | Bloodborne                           | Номинация |
| 2016 | Behind the Voice Actors Awards | Best Vocal Ensemble in a Video Game              | Bloodborne                           | Номинация |